# Стояново лютиче
Стояново лютиче (Ranunculus stojanovii) е многогодишно тревисто растение от семейство Лютикови, български ендемит, критично застрашен.

## Описание
Видът представлява многогодишно тревисто растение с грудкови корени. То е гъсто копринесто-сребристо влакнесто. Стъблото му е с височина 40-50 cm, като в горната част е с от 3 до 8 разклонения, всяко от които завършва с по един цвят. Приосновните листа са триделни на дълги дръжки. Стъбловите листа са между 1 и 3 на брой. Те са триделни и приседнали. Цветовете са с диаметър 3-3,5 cm. Чашчелистчетата са влакнести и подвити надолу по време на цъфтеж. Венчелистчетата са жълти. Плодовете представляват орехчета с брадавички и изправени или подвити носчета.

## Разпространение
Разпространено е по влажните местообитания в буковия пояс. Предпочита плитки хумусно-карбонатни почви и варовикова основа. В състава на тревни съобщества от валезийска власатка (Festuca valesiaca) и на скални растителни групировки. Популациите на стояновото лютиче са малочислени, с много нисък възобновителен и миграционен потенциал и са силно разпокъсани.
Стояновото лютиче расте единствено в България, то е български ендемит. Среща се в Западни Родопи – в землището на Равногор, Тракийска низина – между Куртово Конаре и Йоаким Груево и Средни Родопи – в района на Дяволския мост на река Арда, землището на Латинка. Разпространено е на височина от около 430 до 1320 m.
В района на Равногор се срещат около 300 цъфтящи и над 500 не цъфтящи индивида. Популацията е разположена на площ от 17 ha, северозападно-западно от Равногор, по ливадите в близост до Равногорска река, на надморска височина 1280-1320 m. През 2012 г., по предложение на Института по биоразнообразие и екосистемни изследвания при БАН, е създадена защитена местност „Находище на стояново лютиче“ в землището на Равногор. Тя е с площ 118,354 дка.
В землището на Латинка популацията се намира на малка крайречна тревиста заливна тераса на река Арда, на около 1 m над нивото на водата и на 2 m от речния бряг, на 430 m н.в. Расте в кафяви планинско-горски почви. В непосредствена близост се намира защитена местност „Дяволски мост“. Находището е с площ от около 1 m2, състои се от 30 стерилни индивида.
Съществува твърдение по хербарни данни за разпространение на вида в Тракийската низина в землищата на Куртово Конаре и Йоаким Груево, в близост до изкуствено езеро до река Въча. Но не е установено находище на Стояново лютиче.

## Заплахи
Видът е критично застрашен. Основните заплахи за вида са неясни, вероятно те са вътревидови. Проблем е утъпкването от страна на хора и животни и интензивната паша. Застрашаващ фактор е разпространението на инвазивния вид айлант, както и замърсяването с отпадъци.